# Maika Hamano
Maika Hamano (Takaishi, Osaka, Japón; 9 de mayo de 2004) es una futbolista japonesa. Juega como delantera en el Chelsea de la Women's Super League de Inglaterra. Es internacional con la selección de Japón.

## Trayectoria
Hamano debutó en la recién formada WE League con el INAC Kobe Leonessa el 12 de septiembre de 2021 en una victoria por 5-0 sobre el Omiya Ardija Ventus en el que contribuyó con un doblete.
Dio el salto a la Women's Super League inglesa tras fichar por el Chelsea el 13 de enero de 2023 e inmediatamente fue cedida al Hammarby IF sueco para la temporada 2023. En el mes de septiembre sufrió una lesión en el hombro que forzó la terminación anticipada de la cesión y su regreso al Chelsea. Tras ser examinada por el cuerpo médico del club inglés, Hamano se sometió una cirugía que la mantendrá inactiva por un periodo de tiempo significativo.

## Selección nacional
En 2019, participó en el Campeonato Sub-16 de la AFC 2019 y se convirtió en la máxima goleadora con 5 goles en 5 partidos.
En la Copa Mundial Sub-20 de 2022, registró 4 goles y una asistencia en 6 partidos y fue nombrada Mejor Jugadora del torneo por su desempeño. El equipo terminó subcampeón tras caer por 1-3 ante España en la final.
Hamano fue preseleccionada para entrenar con el conjunto mayor de Japón por primera vez en marzo de 2021. Tomoya Takehana, entrenador del Cerezo Osaka Sakai, dijo: «Para ser honesto, siento que debería haber sido convocada antes. Quiero que siga siendo seleccionada y se convierta en el as de Japón»
Su primer llamado a la selección absoluta vino en septiembre de 2022, tras lo cual debutó en un amistoso contra Nigeria el 6 de octubre.
Formó parte de la selección japonesa que llegó hasta los cuartos de final de la Copa Mundial de 2023. Hamano jugó solo unos minutos ingresando sobre el final del partido contra Suecia que terminó en derrota por 1-2 y la eliminación del torneo.

## Estadísticas

### Clubes
| Club                 | País       | Año         |
| -------------------- | ---------- | ----------- |
| Cerezo Osaka         | Japón      | 2018 - 2021 |
| INAC Kobe Leonessa   | Japón      | 2021 - 2022 |
| Chelsea              | Inglaterra | 2023        |
| Hammarby IF (cedida) | Suecia     | 2023        |

## Palmarés

### Títulos nacionales
| Título    | Club               | País  | Año     |
| --------- | ------------------ | ----- | ------- |
| WE League | INAC Kobe Leonessa | Japón | 2021-22 |

### Distinciones individuales
| Distinción                                       | Año  |
| ------------------------------------------------ | ---- |
| Máxima Goleadora del Campeonato Sub-16 de la AFC | 2019 |
| Mejor Jugadora de la Copa Mundial Sub-20         | 2022 |
| Jugadora joven del año de la AFC                 | 2022 |